# Uwe Fabig
Uwe Fabig (* 17. Oktober 1961 in Krefeld) ist ein ehemaliger deutscher Eishockeyspieler. Der Verteidiger begann seine Karriere im Jahr 1981 beim Krefelder EV 1981 in der 2. Bundesliga und bestritt während seiner Laufbahn als Profisportler 441 Spiele. Fabig verhalf dem KEV als Mannschaftskapitän im Jahr 1991 zum Einzug in die Bundesliga. Durch seinen harten und körperbetonten Spielstil gewann er große Beliebtheit bei den Fans. Seinem Engagement für das Eishockey in Krefeld, während, sowie auch nach seiner Karriere, verdankte er 2014 die Aufnahme in die Krefelder Hall of Fame.

## Karriere

### Frühe Jahre
Uwe Fabig wuchs in Krefeld auf. Über seinen Großvater kam er recht früh zum Eishockey und fing mit sieben Jahren an auch selbst zu spielen. In seinen ersten Jahren stellte er sich nie als einer der Besten heraus, konnte dann aber mit 15 sein Können beweisen. Da Fabig nie davon ausging, in den Profisport einzusteigen, ließ er sich neben dem Sport zum Schlosser und technischen Zeichner ausbilden. Trotz Doppelbelastung ergriff er 1981 unter Tore Hedwall die Chance, in der 2. Liga mitzuspielen, und schulte parallel mit Mitte zwanzig zum Glaser um.

### Zeit als Profisportler (1981–1995)
Die ersten beiden Spielzeiten in der 2. Liga spielte er in der gewohnten Rheinlandhalle. Durch seinen guten Start und seinen markanten Spielstil wurden auch andere Teams schnell auf ihn aufmerksam und so wurde er für die Saison 1983/84 nach Kassel geholt. Dort legte er auch zeitgleich seinen Status als Auszubildender ab und machte sich 1994 als Glasermeister selbstständig. Nach seiner Rückkehr wurde er von seinem damaligen Kapitän Vic Stanfield nach und nach zu dessen Nachfolger ausgebildet. Unter seiner Führung gelang dem KEV nach einer elf Jahre andauernden Zweitklassigkeit der Aufstieg in die 1. Bundesliga. Nach diesem Erfolg blieb er seiner Mannschaft noch ein weiteres Jahr treu und verabschiedete sich dann vom Krefelder Eis. Zum Abschluss seiner Karriere spielte er noch ein Jahr in Grefrath, bevor er durch eine Verletzung vorzeitig seine Schlittschuhe an den Nagel hing.

### Sein Einfluss auf das Eishockey in Krefeld nach Karriereende
Dem Sport blieb er jedoch seither treu. Im Jahr 2003 ließ er mit einigen anderen Ex-Profis zusammen das zuvor beinahe aufgelöste Alt-Herren-Team Sieburg Oilers wieder aufleben. In den Folgejahren gewann das Team an immer mehr Aufmerksamkeit und Zuwachs. Der alte Name wurde 2004 abgelegt und die Big Old Boys wurden als eigenständiger Verein in die Register eingetragen. Als erstes Event der BOBs wird der Lothar-Kremershof-Cup ein riesiger Erfolg. Von nun an wird das Turnier zum Gedenken des ehemaligen Kapitäns ein regelmäßiges Highlight.
Fabigs großes Engagement zeigte sich auch bei der Mitplanung zum 75- und 80-jährigem Jubiläum des Eishockeys in Krefeld.
Aufgrund seines großen Einflusses auf das Eishockey in Krefeld wurde er 2014 mit in die Hall of Fame aufgenommen. Seitdem hängt sein Trikot unter dem Dach der Yayla-Arena.
Zur Feier von mehr als 80 Jahren Eissport-Tradition in Krefeld gründeten die Krefeld Pinguine 2019 den Alumni-Club und ernannten Uwe Fabig zum Präsidenten.

## Spielstil
Fabig ist für seinen harten und körperbetonten Spielstil bekannt. Durch seine vielen Strafminuten erlangte er unter den Fans den Namen „Strafbankkönig“. Seiner Fähigkeit, als Kapitän das Team zusammenzuhalten und aufzubauen, verdankt er die Bezeichnung des „Ehrenkapitäns“, die Uli Urban ihm verlieh.

## Karrierestatistik
(Legende zur Spielerstatistik: Sp oder GP = absolvierte Spiele; T oder G = erzielte Tore; V oder A = erzielte Assists; Pkt oder Pts = erzielte Scorerpunkte; SM oder PIM = erhaltene Strafminuten; +/− = Plus/Minus-Bilanz; PP = erzielte Überzahltore; SH = erzielte Unterzahltore; GW = erzielte Siegtore; 1 Play-downs/Relegation; Kursiv: Statistik nicht vollständig)